# Gyalidea
Gyalidea — рід грибів родини Gomphillaceae. Назва вперше опублікована 1966 року.